# シガテラ

毒素シガトキシン(Ciguatoxin 1B)

シガテラ (ciguatera) とは、熱帯の海洋に生息するプランクトンが産生する毒素に汚染された魚介類を摂取することで発生する食中毒。Gambierdiscus toxicus などの有毒渦鞭毛藻が原因であることが多い。「シガテラ」の呼称は、キューバに移住したスペイン人が、この地方で「シガ」 (cigua) と呼ばれる巻貝のチャウダーガイ (Cittarium pica) による食中毒の事を "ciguatera" と称したことに由来する。長い間、魚介類の毒化機構は不明であったが、1977年東北大学などの研究チームは、渦鞭毛藻類のGambierdiscus toxicus が原因物質を産生していることを確認し生体濃縮で毒素を蓄積した魚介類の摂食が原因であることを明らかにした。シガテラ中毒とおぼしき記述は、1774年のキャプテン・ジェームズ・クックの航海記にもみられる。

## 毒素
シガテラを引き起こす毒素はシガテラ毒と呼ばれ、シガトキシン、スカリトキシン、マイトトキシン、シガテリンなどが知られ、類縁体を含め 20種以上が確認されている。いずれもナトリウムチャンネルに特異的に作用し、神経伝達に異常をきたす。
シガトキシンは熱に対して安定であるため、一般的な調理では毒素を熱分解できず、従ってシガテラ中毒を防ぐことはできない。またこれらの毒素は魚の味に影響を与えず煮汁にも溶け出す。毒素は母乳経由で、乳幼児に移行する可能性があることが報告されている。
- シガトキシンのヒトに対する発症量は経口摂取で70 ng程度。

## 中毒症状
一般に中毒症状は1-8時間ほどで発症するが2日以上の例もある。
- 消化器系の症状：吐き気、下痢、腹痛が数日から数週間。
- 神経系の症状：不整脈、血圧低下、徐脈、めまい、頭痛や筋肉の痛み、麻痺、感覚異常、この中毒最大の特徴である冷たさに対する感覚がドライアイスに接触し凍傷に罹ったかのような感覚になる温度感覚異常（ドライアイス・センセーション）といった神経系の障害のほか、下痢、腹痛、嘔吐などの消化器系の障害。血圧異常(80 mmHg以下)や心拍数異常などの循環器障害がある[6]。

効果的な治療法は未確立で、後遺症の回復は、1週間程度の例もあるが、重症例では半年から数年程度を要する。日本国内で死亡例はないが、海外では数例が報告されている。また軽微の中毒の場合、受診、報告なども無い場合が多く、中毒の実数は多いと見られている。

### 症例
沖縄県での過去10年間（1997年-2006年）の発生件数は33件、患者総数は103名と報告されている。厚生労働省の統計によれば、2008年から2019年の12年間での日本国内でのシガテラ中毒の発症者数は167人とされているが、未報告の発症者が多数いると考えられる。
|           | 発生場所           | 患者数 | 死亡者数 |
| --------- | ------------------ | ------ | -------- |
| 1988年3月 | 沖縄県             | 3      | 0        |
| 1992年3月 | 沖縄県             | 5      | 0        |
| 1998年4月 | 宮崎県             | 10     | 0        |
| 1998年8月 | 鹿児島県（喜界島） | 19     | 0        |
| 1999年8月 | 千葉県             | 12     | 0        |
| 2007年4月 | 神奈川県           | 7      | 0        |
| 2007年6月 | 大阪府             | 9      | 0        |
| 2008年7月 | 三重県             | 3      | 0        |

## 保有生物

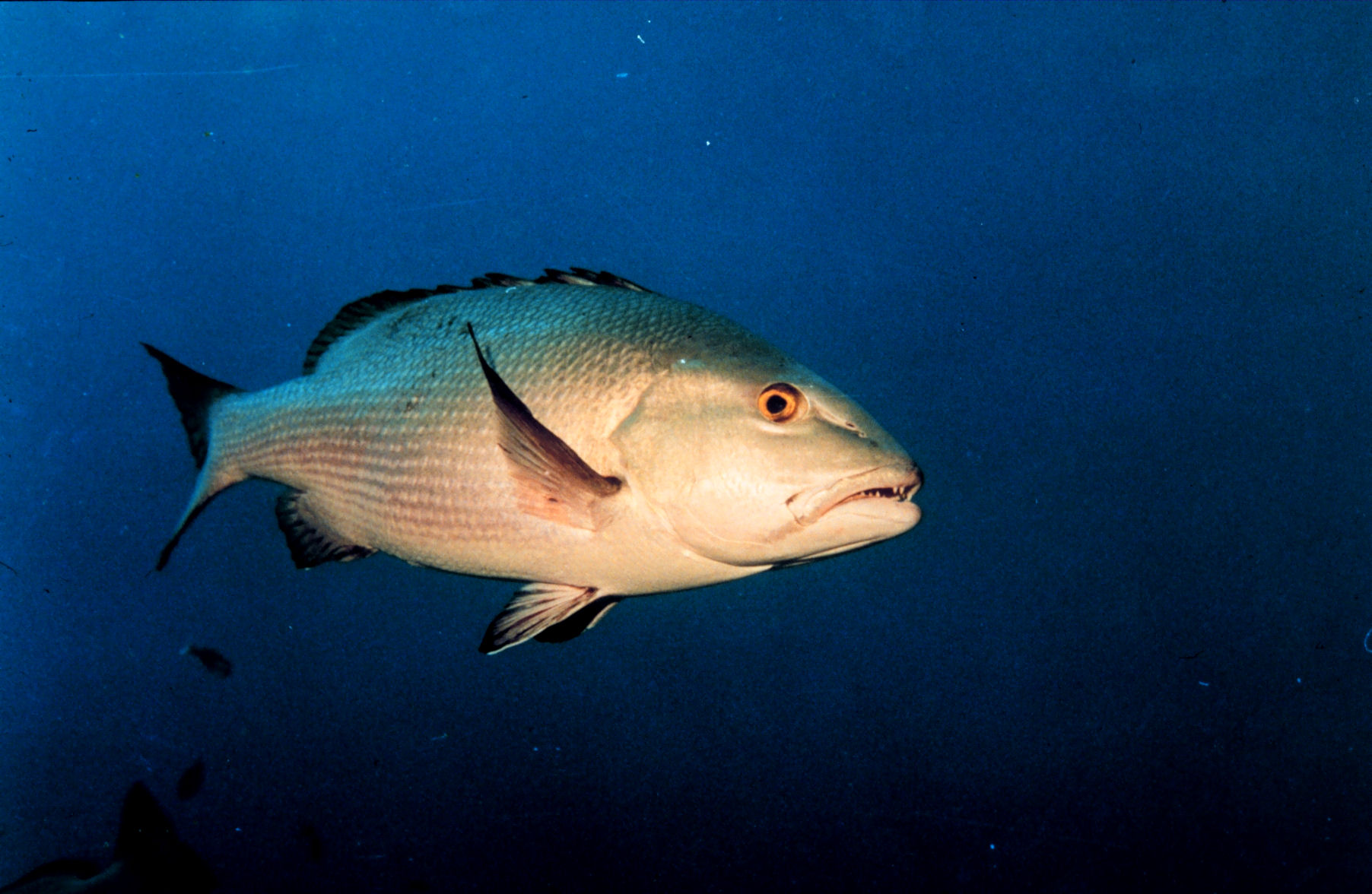
保有生物の一例、バラフエダイ

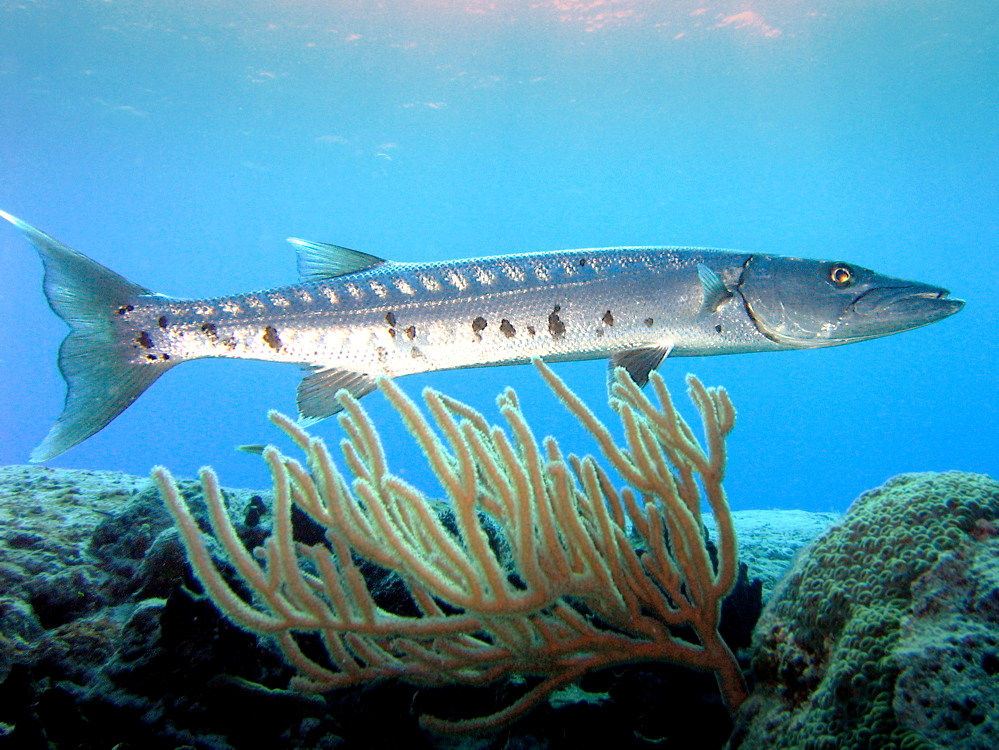
オニカマス

シガテラ毒の主な保有生物は、バラフエダイ、バラハタ、ウツボ、カマス、サザナミハギ、ギンガメアジ、オニカマス、イシガキダイ、ヒラマサ、ブリ、ネムリブカなど、400種類以上にのぼる。食物連鎖によるシガテラ毒の生物濃縮が原因であるため、バラフエダイ、ウツボ、カマスやブリなど食物連鎖の上位に位置する魚類（とくに、6ポンド=2,722グラム以上の重量の肉食魚）が危険である。なお、毒の有無については、同一魚種でも地域差や個体差があるとされる。つまり、食物連鎖の上位に位置する魚類の全ての魚種や個体が必ずしもシガテラ毒を持っている訳でなく、また連鎖の低位にある魚種にも危険な個体が含まれている。このため、毒をもつ魚の個体を外見から見分けることはできない。沖縄地方にはシガテラ毒の有無や消失に関する言い伝えが4つあるが、沖縄県はそれらの言い伝えを検証し、科学的な信憑性は4つすべてにおいて『否定的な結果』であるとしている。
魚の部位によってもシガテラの濃度(含有量)は変化し、内臓と消化管内容物には多く含まれる。

### 食用制限
厚生省通知（昭和28年6月22日, 衛環発第20号）により、オニカマス (Sphyraena barracuda) は有毒魚として食用が禁止されている。また、都道府県により中毒事例のある有毒種を食用としないよう指導がされている。

## 発生域
シガテラ毒を生成する渦鞭毛藻は生息範囲が限られるため、シガテラは特にカリブ海、インド洋、太平洋などの熱帯域、日本では主に沖縄地方で見られる。有毒渦鞭毛藻が多く分布するサンゴ礁で捕獲された魚が特に危険である。高リスク海域での、シガテラ中毒発生率は1万人に300と推定されている。
日本では沖縄地方が主な発生地であったが、近年では発生域が北上し本州でも事例が報告されている。 これは温暖化に伴う原因プランクトンの生息域拡大によるものと考えられている。本州では鹿児島県から茨城県までの太平洋沿岸において中毒が発生しており、千葉県では勝浦市近辺において水揚げされたイシガキダイの料理によるシガテラ中毒について、製造物責任法に基づき料亭に損害賠償責任を認めた事例がある。

## 検査方法
マウス毒性試験（マウスに腹腔内投与して24時間後の生死から毒性を判定）、LC/MS法、細胞毒性試験法、レセプターバインディング法が利用される。また、免疫学的検定を利用し、捕獲した魚類がシガテラ保有魚か否かを簡易的に検出するキットも発売されている。